# WASP-189
WASP-189 è una stella di classe A V com massa quasi doppia rispetto al Sole, situata nella costellazione della Bilancia, a 322,9 anni luce di distanza. È di 2000 gradi più calda del Sole e ha una forma schiacciata ai poli.

## Sistema planetario
Nel 2018 è stato scoperto un pianeta gioviano caldo venti volte più vicino alla sua stella rispetto alla Terra col Sole e un periodo orbitale di appena 2,72 giorni. Le sue caratteristiche ne fanno il gioviano più brillante e caldo che è possibile osservare mentre transita davanti alla sua stella. Nel 2020 sono state effettuate delle ricerche di caratterizzazione dall’Università di Ginevra con il telescopio spaziale CHEOPS dell’ESA, per il quale è stato il primo studio. Ha permesso di determinare meglio il raggio del pianeta, di 1,6 RJ, e soprattutto ne è stata scoperta l’orbita inclinata, che gli scienziati ritengono possa derivare da un’orbita inizialmente lontana e in seguito avvicinatasi alla stella. Questo probabilmente accade quando l’influenza di un’altra stella disturba il sistema.
| Pianeta    | Tipo           | Massa   | Raggio   | Periodo orb. | Sem. maggiore | Incl. orbita | Scoperta |
| ---------- | -------------- | ------- | -------- | ------------ | ------------- | ------------ | -------- |
| WASP-189 b | gioviano caldo | 2,13 MJ | 1,374 RJ | 2,72 giorni  | 0,0497 UA     | 84,321       | 2018     |